# Joulujärvi (sjö i Enare, Lappland)
Joulujärvi är en sjö i kommunen Enare i landskapet Lappland i Finland. Sjön ligger 164 meter över havet. Arean är 51 hektar och strandlinjen är 8,8 kilometer lång. Sjön  ingår i Pasvik älvs huvudavrinningsområde.   Den ligger omkring 350 kilometer norr om Rovaniemi och omkring 1000 kilometer norr om Helsingfors. 